# BIJ1

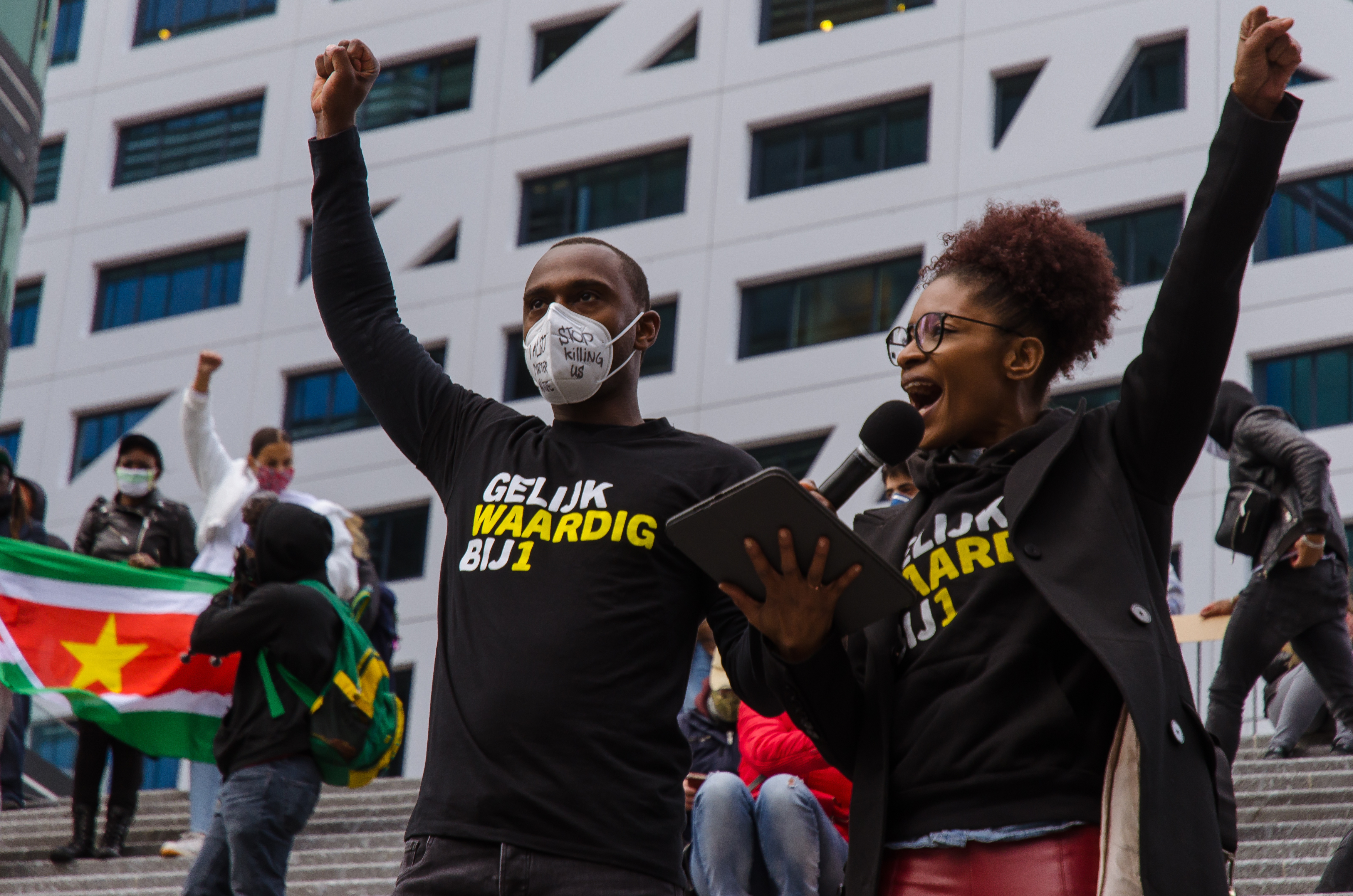
Sylvana Simons (rechts) bij een Black Lives Matter-protest op 5 juni 2020 op het Jaarbeursplein in Utrecht

BIJ1, voorheen Artikel 1, is een Nederlandse politieke partij die eind 2016 werd opgericht door activiste (en televisie- en radiopresentatrice) Sylvana Simons. De partij heeft als uitgangspunten 'radicale gelijkwaardigheid en economische rechtvaardigheid'. De partij beschrijft zich als intersectioneel. De partij heeft in de gemeenten Almere, Rotterdam en Utrecht elk één raadslid. Tussen de verkiezingen van 2021 en die van 2023 was BIJ1 vertegenwoordigd in de Tweede Kamer der Staten-Generaal.

## Geschiedenis

### Voorgeschiedenis: Partij DENK
Op 24 december 2016 verliet Simons na een half jaar lidmaatschap de politieke partij DENK om een eigen partij op te richten, samen met campagneleider Ian van der Kooye. Als redenen voor haar vertrek uit DENK voerde zij aan dat de partij te polariserend te werk zou gaan, dat haar te weinig ruimte gegund zou zijn op het gebied van homo- en vrouwenemancipatie, en dat zij niet voldoende gesteund zou zijn door de partij toen zij bedreigd werd. In sommige media wordt dit beschreven als een afsplitsing, al had DENK op dat moment geen zetels in het parlement, en ging het dus niet om een parlementaire afsplitsing.
Op 22 januari 2017 eiste DENK schadevergoedingen van Simons en Van der Kooye van respectievelijk € 30.000 en € 40.000, omdat zij zich negatief hadden uitgelaten over de partij. De eis werd ook beschreven als het in werking laten treden van een boetebeding. De kantonrechter wees de eisen af en wees Simons een schadevergoeding toe.

### Oprichting
Op 24 december 2016 trad de partij voor het eerst in de openbaarheid. Op die datum verliet Simons samen met campagneleider Van der Kooye de partij DENK, en kondigde aan met de partij 'Artikel 1' aan de Tweede Kamerverkiezingen van 2017 te willen deelnemen. De naam verwees naar Artikel 1 van de Nederlandse Grondwet, dat het beginsel van de gelijkheid voor de wet behelst. Eerste bestuurders en medeoprichters van de partij waren Bram Verhappen (voorzitter) en Reguillio Wijngaarde (secretaris/ penningmeester). Begin 2017 bleek Verhappen teruggetreden te zijn als partijvoorzitter en werd deze functie waargenomen door Wijngaarde.
De partij haalde bij de eerste verkiezing waaraan ze deelnam 28.700 stemmen (0,27%), onvoldoende voor een zetel. De partij deed niet mee in de kieskringen Drenthe en Friesland, omdat daar te weinig steunverklaringen waren ingezameld.

### Naamswijziging

Oude partijlogo

Vanwege het gebruik van de naam 'Artikel 1' spande de Stichting Expertisecentrum Discriminatie (SED), houder van onder meer het woordmerk 'ARTIKEL 1', een rechtszaak aan. De voorzieningenrechter stelde SED op 6 juni 2017 in het gelijk en gelastte Artikel 1 het gebruik van de naam binnen een maand te staken.
De partij kondigde op 29 oktober 2017 de wijziging van de naam naar BIJ1 aan.

### Doorbraak
Het eerste electorale succes voor de partij was bij de gemeenteraadsverkiezingen 2018. De partij deed alleen mee in de gemeente Amsterdam, en wist daar 6.571 stemmen te winnen (1,9%), net voldoende voor één zetel. Lijsttrekker Sylvana Simons nam tussen 2018-2020 deze zetel in, waarna ze per 1 november 2020 werd opgevolgd door Jazie Veldhuyzen die al actief was in de Amsterdamse raad als duoraadslid. Hiermee kwam voor Simons tijd beschikbaar om te focussen op de verkiezingscampagne voor de Tweede Kamerverkiezingen. Op 5 november werd Veldhuyzen beëdigd.
Bij de Tweede Kamerverkiezingen in 2021 wist de partij ook landelijk door te breken. De partij haalde 87.238 stemmen en één zetel in de Tweede Kamer. Sylvana Simons is daarmee de eerste zwarte fractievoorzitter in de Tweede Kamer.

### Interne conflicten
Op 19 juli 2021 maakte BIJ1 bekend dat het lidmaatschap van Quinsy Gario is opgeschort naar aanleiding van een extern onderzoek naar signalen van onveiligheid binnen de partij. De partij liet weten dat het niet ging om "MeToo-achtige beschuldigingen". Quinsy Gario besloot daarop zelf zijn lidmaatschap op te zeggen. Ook het bestuur van de Haagse afdeling trad vervolgens af uit onvrede over het optreden van het landelijk bestuur. Op 25 juni 2022 stapte de landelijke voorzitter Jursica Mills op. Zij uitte kritiek op de partij die volgens haar ‘vol is van toxiciteit, vriendjespolitiek en tegenstrijdigheden.’. Een week later werd Rebekka Timmer als enige overgebleven kandidaat gekozen voor het voorzitterschap.
In september 2022 werd de nummer twee van de Amsterdamse BIJ1-fractie, Carla Kabamba, de nieuwe fractieleider, ter vervanging van de zieke Jazie Veldhuyzen, nadat het Amsterdamse bestuur een ultimatum voorlegde aan Kabamba en het andere raadslid, Nilab Ahmadi. Enkele dagen later stapte het bestuur van de Amsterdamse afdeling van de partij echter op. Genoemde redenen hiervoor waren racisme binnen de partij, waarbij het bestuur het vertrek van Quinsy Gario en het opstappen van partijbestuurslid Jursica Mills noemde ter illustratie, en de onvrede over de aanstelling van Dinah Bons als vervangend fractievoorzitter in plaats van Kabamba; het afdelingsbestuur sprak van inmenging van het landelijk bestuur, waar Bons zelf ook lid van is. Eind september stapte ook Kabamba zelf uit de fractie door de conflicten met Bons en andere partijprominenten, onder wie partijleider Simons. Ze nam haar zetel mee waardoor BIJ1 in de hoofdstad naar twee zetels afzakte.
Vervolgens maakten in juli 2023 Ahmadi en Veldhuyzen na lange inactiviteit bekend dat ook zij de Amsterdamse BIJ1-fractie zouden verlaten en tevens hun zetels zouden meenemen. Zij noemden 'een [interne] machtsstrijd' en een 'onveilige sfeer' als redenen voor hun keuze. De directe aanleiding voor hun vertrek was een interview met fractievoorzitter Bons dat een week eerder werd gepubliceerd, waarin zij Ahmadi aanspoorde te zien 'dat [de gemeenteraad] misschien niet de beste plek voor haar is', tot verbazing van Ahmadi zelf, die Bons' aanstelling tot vervangend fractievoorzitter in eerste instantie steunde. Wanneer Veldhuyzen na de zomer terugkeert van ziekteverlof en daarmee Bons vervangt, verliest BIJ1 al haar zetels in de Amsterdamse gemeenteraad.
Vanwege de interne onrust stapte Georgine Panhuijsen, fractievoorzitter in Almere, in januari 2025 over naar de ChristenUnie.

### Vertrek Simons
Onder andere door de ontwikkelingen in de Amsterdamse afdeling van BIJ1 kondigde Sylvana Simons een week na het vertrek van Ahmadi en Veldhuyzen in een mail aan de partijleden haar eigen vertrek aan; voor de Tweede Kamerverkiezingen van november 2023 zal zij niet kandideren voor het lijsttrekkerschap. Zij noemde de uitspraken van de afsplitsende raadsleden 'als een onverdiende dolkstoot in de rug', maar benadrukte ook dat het niet haar enige motivatie is voor vertrek. Ook gezondheidsklachten en de vervroegde verkiezingen droegen bij aan haar besluit. Op 16 september 2023 maakte BIJ1 bekend dat Edson Olf de lijsttrekker wordt.

### Problemen bij subsidiebesteding
In december 2023 raakte bekend dat BIJ1 127.000 euro aan subsidie terug moet betalen. Ze kreeg deze subsidie vooruitbetaald voor politieke activiteiten, maar kon niet of niet tijdig de stukken meedelen die aantoonden dat de subsidies correct waren besteed, waardoor minister Hugo de Jonge genoodzaakt was het geld terug te laten betalen. Uiteindelijk hoefde na succesvol bezwaar slechts 8.656 euro van dat bedrag daadwerkelijk terugbetaald te worden.

## Verkiezingen

### Tweede Kamerverkiezingen 2017
De partij nam deel aan de Kamerverkiezingen van 2017, toen nog onder de oude naam. Met 28.700 stemmen (0,27%) kreeg de partij echter niet genoeg stemmen voor een Kamerzetel. Een uitschieter was het Amsterdamse stadsdeel Zuidoost, waar de partij 11,1% haalde en in verschillende stemdistricten zelfs de grootste werd. Op de kandidatenlijst stonden naast lijsttrekker Simons enkele bekende namen, zoals emeritus-hoogleraar Gloria Wekker, politica en schrijfster Anja Meulenbelt en schrijver en filosoof Simon(e) van Saarloos.

### Gemeenteraadsverkiezingen 2018
De partij kondigde op 29 oktober 2017 aan van plan te zijn deel te nemen aan de gemeenteraadsverkiezingen van 2018 in Amsterdam.
In de aanloop naar de verkiezingen trok de nummer drie van de kandidatenlijst zich terug, toen bleek dat zij ten onrechte had beweerd dat zij werkzaam was geweest als psychiater. Bij de verkiezingen haalde de partij 6.571 stemmen (1,89%), net genoeg voor één zetel. Opnieuw was de partij het sterkste in Amsterdam-Zuidoost, met name in de Bijlmer. In één stembureau in de Bijlmer werd BIJ1 zelfs de grootste. De zetel werd ingenomen door lijsttrekker en partijleider Simons.
Per 1 november 2020 droeg ze de functie gemeenteraadslid in Amsterdam over aan Jazie Veldhuyzen, die al actief was in de Amsterdamse raad als duoraadslid. Hiermee kwam voor Simons tijd beschikbaar om te focussen op de verkiezingscampagne voor de Tweede Kamerverkiezingen Op 5 november werd Veldhuyzen beëdigd. So Roustayar en Vreer Verkerke zijn duo-raadsleden.
In november 2018 stapte Rebekka Timmer, gemeenteraadslid in Hilversum voor de Socialistische Partij (SP), over naar BIJ1. Zij stapte over na kritiek te hebben geuit op de landelijke lijn en het migratiestandpunt van de SP. Ze verliet vervolgens ook de raad. Op 8 juni 2019 werd zij verkozen tot landelijk bestuurslid bij BIJ1. Een ruime week later werd bekend dat zij door Simons was benoemd tot frontvrouw van de Hilversumse BIJ1-afdeling. Timmer is buiten haar politieke werk voornamelijk bekend als antiracisme-activist bij onder andere Kick Out Zwarte Piet in haar gemeente Hilversum.

### Tweede Kamerverkiezingen 2021
In februari 2020 kondigde BIJ1 aan mee te doen aan de Tweede Kamerverkiezingen van 17 maart 2021. Simons werd wederom gekozen als lijsttrekker op de kandidatenlijst. Op de tweede plaats stond Quinsy Gario en op de derde plaats Rebekka Timmer. Ook Lennon Fokkens, Yvette Luhrs (voormalig voorzitter belangenvereniging PROUD) en Daryll Ricardo Landbrug stonden op de kieslijst. Lijstduwers werden Gloria Wekker (op nr. 16), Anousha Nzume (op nr. 17) en Romana Vrede (op nr. 18).
Tijdens de campagne kick-off werd de campagnespeech verzorgd door socioloog en filosoof Willem Schinkel, die zich opwierp als partij-ideoloog. Per 1 november 2020 droeg Simons de functie gemeenteraadslid in Amsterdam over aan Jazie Veldhuyzen, die al actief was in de Amsterdamse raad als duoraadslid. Hiermee kwam voor Simons tijd beschikbaar om te focussen op de verkiezingscampagne.
Bij de Tweede Kamerverkiezingen kreeg de partij 87.238 stemmen (0,84%), genoeg voor één zetel. Op 31 maart 2021 werd partijleider Sylvana Simons beëdigd als Tweede Kamerlid. Daarnaast had BIJ1 enkele fractiemedewerkers.

### Tweede Kamerverkiezingen 2023
BIJ1 nam deel aan de Tweede Kamerverkiezingen van 22 november 2023 met Edson Olf als lijsttrekker. De partij kreeg 44.474 stemmen (0,42%), wat niet genoeg was voor een zetel.

### Tweede Kamerverkiezingen 2025
In aanloop naar de Tweede Kamerverkiezingen van 29 oktober 2025 stelden Tofik Dibi (Nederlands-Marokkaans Tweede Kamerlid voor GroenLinks van 2006 tot 2012 en sinds 2018 bestuursadviseur van het Amsterdamse stadsdeel Nieuw-West) en Patricia Dinkela (voorzitter van de Haagse Stadspartij en eindredacteur bij de Wiardi Beckman Stichting, het wetenschappelijk bureau van de PvdA) zich kandidaat als lijsttrekker. Het bestuur was van plan Dibi voor te dragen, totdat hun twee namen uitlekten. Een derde kandidaat, Chanel Matil Lodik, tekende bij het bestuur beroep aan tegen haar uitsluiting van de lijsttrekkersverkiezing: nadat ze het hele kandidaatstellingsproces bij de selectiecommissie had doorlopen had de commissie haar kandidaatstelling niet voorgelegd aan het bestuur, wat volgens haar in strijd is met het huishoudelijk reglement van de partij.

## Organisatie

### Leden
| Datum      | Aantal leden |
| ---------- | ------------ |
| 1 jan 2020 | 1.469        |
| 1 jan 2021 | 2.875        |
| 1 jan 2022 | 5.218        |
| 1 jan 2023 | 5.276        |
| juni 2025  | 4.000        |

## Ideologie

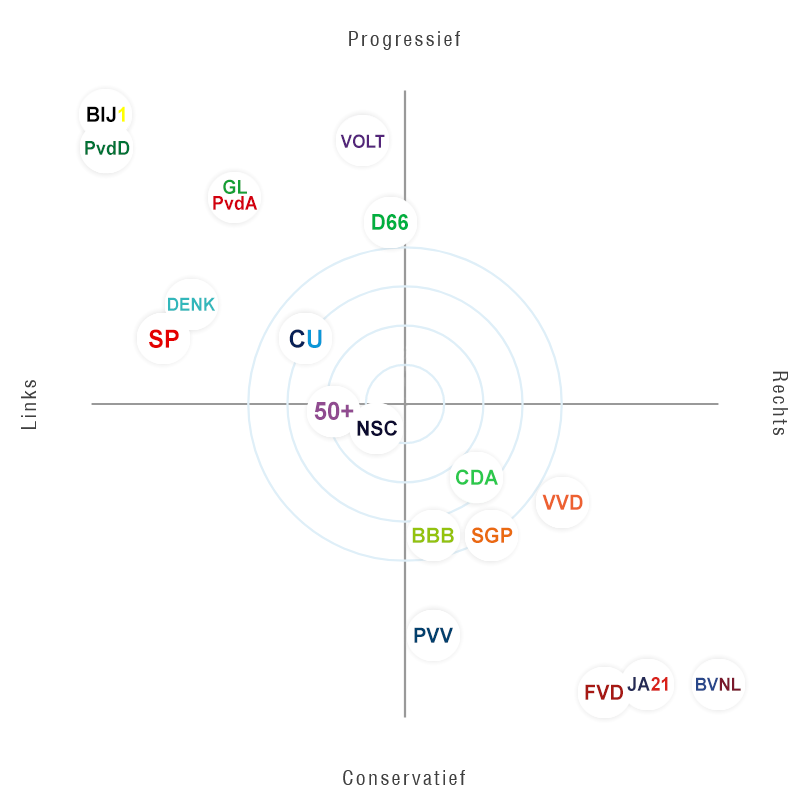
Volgens het Kieskompas was BIJ1 zowel de meest linkse als de progressiefste verkiesbare partij voor de Tweede Kamerverkiezingen van 2023.

BIJ1 is een partij met een radicaal-linkse en antikapitalistische signatuur. De partij positioneert zich hiermee aan de uiterste linkerflank van het Nederlandse politieke spectrum en daarmee links van de SP en GroenLinks. Volgens het verkiezingsprogramma voor de Tweede Kamerverkiezingen in 2021 heeft de partij als belangrijkste streven "Een samenleving op basis van gelijkwaardigheid, rechtvaardigheid en solidariteit." Door dit links radicalisme wordt de partij dikwijls gelinkt aan het socialisme, alhoewel de partij zichzelf deze benaming zelden toekent. Rebekka Timmer, nummer drie op de lijst voor de Tweede Kamerverkiezingen 2021 en lid van de programmacommissie voor BIJ1, heeft gezegd inspiratie te halen uit antikapitalistische denkers zoals Karl Marx. Daarbij kant ze zich wel tegen het communisme van China en de Sovjet-Unie, dat ze 'staatskapitalisme' noemt.
Een belangrijke prioriteit van BIJ1 is het beëindigen van verschillende vormen van discriminatie (racisme, seksisme, validisme, homofobie en transfobie) binnen alle facetten van de samenleving. Daartoe pleit de partij voor een ruimhartig vluchtelingenbeleid, Ketikoti als nationale feestdag, een verbod op Zwarte Piet, het aan banden leggen van registratie van etniciteit, excuses voor het slavernijverleden, herstelbetalingen voor de slavernij en meer aandacht voor hieraan rakende onderwerpen in het onderwijs.
Op economisch vlak pleit de partij voor grotere invloed van werknemers binnen bedrijven, nationalisatie van belangrijke basisindustrieën en een 30-urige werkweek, een sterkere zorg en het recht op de AOW op 65 jaar. Op het gebied van defensie en buitenlandse zaken ambieert BIJ1 de omvorming van de Nederlandse krijgsmacht naar een ongewapende civiele hulporganisatie en het vertrek van Nederland uit de NAVO. Daarnaast wil BIJ1 de politie aan banden leggen, komt op voor het klimaat en voor herinvesteringen in de cultuursector.
In de aanloop naar deze verkiezingen voerde Bij1 samen met #geendorhout actie om stemmen per post voor iedereen mogelijk te maken (in plaats van alleen voor ouderen), zodat ook niet-oudere Nederlanders die onderdeel zijn van een risicogroep ondanks de beperkingen van de coronapandemie veilig van het stemrecht gebruik zouden kunnen maken.
In het concept-verkiezingsprogramma van de Amsterdamse afdeling van de partij (november 2021) werd de Nationale Dodenherdenking op 4 mei 'in basis racistisch' genoemd omdat er onvoldoende aandacht is voor herdenking van slachtoffers van Nederlands geweld afkomstig uit Zuid-Amerika en Azië en aan 'verzetshelden' uit voormalig Nederlandse kolonies. Er stond "zolang dit het geval blijft biedt Amsterdam geen plek aan deze herdenking". Het CIDI, het Centraal Joods Overleg en de Nationaal Coördinator Antisemitisme reageerden met verontwaardiging op deze passage. Voorzitter van het Centraal Joods Overleg Ronny Naftaniel noemde deze passage "een regelrechte schoffering van de nabestaanden van de ruim 100.000 vermoorde Joden in Nederland, waarvan de meesten uit Amsterdam".

## Electoraat
Het electoraat van BIJ1 was bij de verkiezingen in 2021 grotendeels geconcentreerd in stedelijke gebieden, vooral in wijken en buurten met een groot percentage niet-westerse allochtonen (in het bijzonder Afro-Nederlanders). De partij behaalde in Amsterdam (5,8%), Diemen (4%), Almere (3,3%) en Rotterdam (3,1%) haar beste resultaten. In de Amsterdamse wijk Bijlmer werd de partij zelfs het grootst. Daarnaast scoorde de partij ook bovengemiddeld in verscheidene studentensteden, zoals Utrecht (2,1%) en Nijmegen (1,6%). Ook in Caribisch Nederland was de partij populair, in het bijzonder op Saba, waar BIJ1 de tweede partij werd (25,3%).

## Volksvertegenwoordiging

### Tweede Kamer
| Verkiezingsjaar | Lijsttrekker   | Kandidatenlijst | Aantal stemmen | % van de stemmers | Aantal behaalde zetels | +/-   | Coalitie/Oppositie |
| --------------- | -------------- | --------------- | -------------- | ----------------- | ---------------------- | ----- | ------------------ |
| 2017            | Sylvana Simons | Kandidatenlijst | 28.700         | 0,27              | 0 / 150                | Nieuw | Niet verkozen      |
| 2021            | Sylvana Simons | Kandidatenlijst | 87.238         | 0,84              | 1 / 150                | 1     | Oppositie          |
| 2023            | Edson Olf      | Kandidatenlijst | 44.253         | 0,42              | 0 / 150                | 1     | Niet verkozen      |

Van 31 maart 2021 tot en met 5 december 2023 was Sylvana Simons Tweede Kamerlid voor de partij.

### Gemeenten
| Verkiezingsjaar | Gemeente  | Lijsttrekker            | Aantal stemmen | % van de stemmers | Aantal behaalde zetels | +/-   | Coalitie/Oppositie |
| --------------- | --------- | ----------------------- | -------------- | ----------------- | ---------------------- | ----- | ------------------ |
| 2018            | Amsterdam | Sylvana Simons          | 6.571          | 1,89              | 1 / 45                 | Nieuw | Oppositie          |
| 2022            | Almere    | Gladys Wielingen        | 3.223          | 4,96              | 2 / 45                 | Nieuw | Oppositie          |
| 2022            | Amsterdam | Jazie Veldhuyzen        | 22.623         | 6,96              | 3 / 45                 | 2     | Oppositie          |
| 2022            | Delft     | Jeanette Chedda         | 883            | 2,07              | 0 / 30                 | Nieuw | Niet verkozen      |
| 2022            | Rotterdam | Mieke Megawati Vlasblom | 8.205          | 4,12              | 2 / 45                 | Nieuw | Oppositie          |
| 2022            | Utrecht   | Stevie Nolten           | 5.398          | 3,43              | 1 / 45                 | Nieuw | Oppositie          |

In de raadsperiode 2022–2026 hadden de verschillende lokale fracties BIJ1 te maken met verschillende wisselingen, langdurige afwezigheid van raadsleden en afsplitsingen. Begin 2025 zaten nog drie van de acht gekozen raadsleden namens BIJ1 in de gemeenteraad, de rest is afgesplitst of naar een andere partij overgestapt.
In Amsterdam splitste Carla Kabamba zich in september 2022 af, volgens eigen zeggen wegens intern racisme en een giftige sfeer in de partij. In juli 2023 splitsten ook de beide andere raadsleden, Jazie Veldhuyzen en Nilab Ahmadi, zich af. In november 2024 richtten ze hun eigen partij De Vonk op.
In Rotterdam keerde de eerder opgestapte Michantely de Jong in mei 2024 terug in de raad na het vertrek van BIJ1-fractievoorzitter Mieke Megawati Vlasblom, en splitste zich tegelijkertijd af als fractie De Jong. Marciano van Campenhout is sindsdien het enige raadslid en de fractievoorzitter van BIJ1 in Rotterdam.
In Almere stapte raadslid Georgine Panhuijsen in januari 2025 per direct over naar de lokale fractie van de ChristenUnie. Het overgebleven raadslid van BIJ1 in Almere is Gladys Wielingen.
In Utrecht haalde BIJ1 in 2022 een zetel, die sindsdien wordt ingenomen door Stevie Nolten.

## Bekende leden
- Amma Asante - voormalig Tweede Kamerlid (PvdA, 2016-2017) en gemeenteraadslid in Amsterdam (1998-2006)[97]
- Sylvana Simons - voormalig Tweede Kamerlid BIJ1 (2021-2023), televisie- en radiopresentatrice, oprichter en lijsttrekker van BIJ1 (2017 en 2021) en voormalig raadslid in Amsterdam (2018-2020)[98]
- Rebekka Timmer - voormalig raadslid in Hilversum (SP, 2018)[99]
- Sunny Bergman - documentairemaakster, lijstduwer in Amsterdam bij de gemeenteraadsverkiezingen in 2018[100]
- Simon(e) van Saarloos - filosoof en schrijver, lijstduwer Tweede Kamerverkiezingen in 2017[101]
- Romana Vrede - actrice, theatermaker en schrijver, lijstduwer voor de Tweede Kamerverkiezingen 2021 en de Rotterdamse gemeenteraadsverkiezingen in 2022[102][103]
- Willem Schinkel - socioloog en filosoof werkzaam aan de Erasmus Universiteit Rotterdam[61]
- Gloria Wekker - emeritus hoogleraar sociale en culturele antropologie aan de Universiteit Utrecht, lijstduwer Tweede Kamerverkiezingen in 2017 en 2021[104]

## Bekende voormalige leden
- Anja Meulenbelt - feministe, schrijfster, voormalig Eerste Kamerlid (SP, 2003-2011), lijstduwer Tweede Kamerverkiezingen in 2017 en in Amsterdam bij de gemeenteraadsverkiezingen in 2018[105]
- Quinsy Gario